# Ковбой і блондинка
Ковбой і блондинка (англ. The Cowboy and the Blonde) — американський комедійний вестерн режисера Рея МакКері 1941 року.

## У ролях
- Мері Бет Хьюз — Крістал Вейн
- Джордж Монтгомері — Ленк Гарретт
- Алан Маубрей — Фінеас Джонсон
- Роберт Конуей — Дон Кортні
- Джон Мільян — Боб Ройкрофт
- Річард Лейн — Гілберт
- Роберт Емметт Кін — містер Грегорі
- Мінерва Урекал — Мерфі
- Фаззі Найт — Скітер
- Джордж О’Хара — Мелвін
- Моніка Бенністер — Мейбелл
- Вільям Халліган — Франклін